# Jean-Baptiste Desnoyers
Jean-Baptiste Desnoyers (* 31. März 1768 in Paris; † 25. Februar 1849 in Soissons) war ein französischer römisch-katholischer Geistlicher, Trappist, Karmelit, Klostergründer und Klosteroberer.

## Leben und Werk

### Trappist in Frankreich und in der Schweiz
Louis Alexandre Noyer (später: Desnoyers) begann 1787 ein Theologiestudium in Paris. An Ostern 1789 trat er in das Zisterzienserkloster La Trappe ein, nahm den Ordensnamen Jean-Baptiste an und wurde Novize unter Novizenmeister Augustin de Lestrange. Als am 13. Februar 1790 von der Französischen Revolution alle Orden aufgelöst wurden, ging er auf Rat von Lestrange zum Weiterstudium zurück nach Paris und empfing am 18. Dezember 1790 die Diakonsweihe. Er nahm den Kontakt zu Lestrange wieder auf und reiste in Begleitung von Eugène de Laprade in die Schweiz, um sich im Kloster La Valsainte dem von Lestrange gebildeten Konvent anzuschließen. Nach einem zweiten Noviziatsjahr (unter Novizenmeister Arsène Durand, † 1804) legte er im August 1792 als erster Profess die Gelübde ab und wurde am 22. September 1792 in Freiburg im Üechtland zum Priester geweiht. Lestrange beauftragte ihn (zusammen mit Colomban Moroge) mit der Abfassung der von ihm erheblich verschärften Klosterregel und ernannte ihn zum Sozius des Ökonomen.

### Gründung der Klöster Westmalle und Lulworth
Ende August 1793 schickte ihn Lestrange (zusammen mit Laprade und Jean-Marie de Bruyne) als Expeditionsleiter zur Klostergründung nach Kanada auf die Reise. In Brüssel traf die Gruppe auf die späteren Äbte Étienne Malmy und Antoine Saulnier de Beauregard. Da die Überfahrt nach England in Amsterdam blockiert war, nahm Desnoyers ein Angebot des Bischofs von Gent wahr und gründete die Trappistenabtei Westmalle, zu deren Besiedelung Lestrange acht Mönche schickte, sodass das Kloster am 6. Juni 1794 offiziell den Dienst aufnahm und Arsène Durand zum Oberen wählte. Als Ende Juni der gesamte Konvent durch das vorrückende Revolutionsheer vertrieben wurde und ein Teil nach Westfalen aufbrach, wo er sich schließlich im Kloster Darfeld-Rosenthal niederlassen sollte, trennte sich Desnoyers mit vier Mitbrüdern von der Gruppe und gelangte im Juli über Rotterdam nach London. Er blieb in England und folgte der Einladung des Vaters von Thomas Weld zur Gründung des Klosters Lulworth, das für das Überleben des Ordens eine nicht unerhebliche Rolle spielen sollte.

### Gründung des Klosters Stapehill
Ab 1798 kam es aber zwischen Weld-Vater und Desnoyers zu Friktionen. Auch fand sich Desnoyers immer weniger mit der von Lestrange extrem verschärften Regel ab. Deshalb schrieb er im März 1801 einen Brief an den Papst mit der Bitte, den Konvent von Lulworth der Jurisdiktion Lestranges zu entziehen und dem Ortsbischof zu unterstellen, widerrief aber sogleich wieder diesen Schritt in einem weiteren Brief. Dennoch setzte ihn Lestrange am 27. Mai 1802 ab und ernannte statt seiner Bernard Benoist zum Oberen. Desnoyers verlegte sich nun ganz auf eine andere, bereits begonnene Aufgabe, nämlich Aufbau, Gründung und Betreuung des Trappistinnenklosters Stapehill, das von den Schwestern unter der Führung von Mutter Augustin de Chabannes im Oktober 1802 in Besitz genommen wurde.

### Gründung des Klosters Grosbois und Krise
Ende Mai 1804 wurde Desnoyers von Abt Lestrange nach La Valsainte zurückgerufen. Zum großen Leidwesen der ihn verehrenden Nonnen fügte er sich und kam im August in Paris an. Dort wurde er durch Erkrankung aufgehalten und geriet in ein ganz anderes Fahrwasser. Ein alter Bekannter aus dem Seminar, Xavier Miquel, der seit 1801 im heutigen Soisy-sur-Seine ein trappistisches Doppelkloster leitete, bat ihn, die Leitung zu übernehmen. Desnoyers sagte zu und gründete das Kloster Grosbois (Yerres), das (unter der Jurisdiktion des Bischofs von Versailles) die ursprüngliche Rancé-Reform befolgte (und nicht die scharfe Lestrange-Reform). Er selbst erreichte beim in Paris weilenden Papst mehrere Audienzen und die Dispens von der Lestrange-Regel (aus Gesundheitsgründen). Desnoyers war in Grosbois sehr geschätzt und auch erfolgreich: 1806 bestand seine Doppelgemeinschaft aus 15 Mönchen und 42 Nonnen. Dann aber kam es zu einer beträchtlichen Verschuldung, sodass der Bischof ihn 1808 absetzte und Lestrange zum Oberen einsetzte.

### Karmelit und Weltpriester in Lille
Noch im gleichen Jahr 1808 gründete Desnoyers mit Hilfe der vermögenden Nonne Marie-Angélique Elisabeth Guéau de Réverseaux (1771–1846) in Savy-Berlette (Département Pas-de-Calais) ein Karmelitinnenkloster, das 1811 bereits 16 Novizinnen hatte. Als 1811 Kloster Grosbois dem Auflösungsbeschluss aller Zisterzienserklöster durch Napoleon zum Opfer fiel, verlegte Desnoyers das Karmelitinnenkloster nach Grosbois, 1815 aber (offenbar wegen Händel mit dem Bischof von Versailles) nach Arras, wo es im Bistum seines Freundes Hugues Kardinal de La Tour d’Auvergne Lauragais lag. Doch auch hier kam es schon bald zum Zerwürfnis, und Desnoyers ließ sich vom Bischof von Cambrai, Louis de Belmas, im Oktober 1816 zum Kaplan der Pfarrei Saint-Etienne in Lille ernennen, wo er sogleich äußerste Anerkennung erfuhr und in den höchsten Kreisen verkehrte. Im Mai 1817 verlegte das Karmelitinnenkloster seinen Sitz von Arras nach Lille, um wieder in den Genuss seiner geistlichen Leitung zu kommen. Doch nun kam es (über die Auflage der Behörden zur Erziehung armer Schülerinnen durch das Kloster) zu einem Zerwürfnis zwischen Desnoyers und Mutter Réverseaux (die zeitweilig desertierte und ihn mit dem Konvent alleine ließ), bis Desnoyers Ende Oktober 1819 seine Ämter in Lille niederlegte.

### 30 Jahre Namenlosigkeit
Man weiß, dass er an den Bischof von Freiburg (Schweiz) einen Antrag auf Anstellung richtete, der abschlägig beschieden wurde. Von 1822 bis 1827 war er in Versailles Erzieher im Hause von Constantin-Marie-Louis-Léon de Bouthillier-Chavigny (1774–1829), dem Urgroßneffen des Ordensreformers Rancé. Über die folgenden sieben Jahre ist nichts bekannt. Von 1834 bis 1844 war er (unter Jules François de Simony, Bischof von Soissons und ehemaliger Mitschüler) Pfarrer in Séry-lès-Mézières (Département Aisne). Ab 1844 wohnte er als Honorarkanoniker in Soissons, ab 1847 im gleichen Haus wie der nun emeritierte Bischof. Beide starben 1849 nahezu gleichzeitig, am 24. Februar der Altbischof, 24 Stunden später der Abbé, ehemalige Mönch zweier Orden und Gründer von fünf Klöstern, ein Mann von beeindruckender Statur, doch leider ohne die Gabe der Verträglichkeit.

### Zentral
- Roland Jousselin: La double vocation de Jean-Baptiste Desnoyers (1768–1849). Bégrolles-en-Mauges, Abbaye de Bellefontaine, 2001 (Hauptquelle dieses Beitrags).
- Anne-Dolorès Marcélis: Femmes cloîtrées des temps contemporains. Vies et histoires de carmélites et de clarisses en Namurois, 1837–2000. Löwen, Presses universitaires, 2013.

### Weitere Literatur
- Casimir Gaillardin (1810–1880): Les Trappistes, ou, L’Ordre de citeaux au XIXe siècle. Histoire de la Trappe depuis sa fondation jusqu’à nos jours, 1140–1844. Tome Premier. Paris, Comptoir des Imprimeurs Réunis, 1844.
- Marie de la Trinité Kervingant: Des moniales face à la Révolution française. Aux origines des Cisterciennes-Trappistines. Beauchesne, Paris 1989.
- Augustin-Hervé Laffay (* 1965): Dom Augustin de Lestrange et l’avenir du monachisme: 1754–1827. Cerf, Paris 1998; Diss. Lyon 3, 1994 (passim).